# Turmalina (Minas Gerais)
Turmalina – miasto i gmina w Brazylii, w stanie Minas Gerais. Znajduje się w mikroregionie Capelinha.